# Oligoneurina ficicola
Oligoneurina ficicola là một loài bướm đêm thuộc họ Gracillariidae. Nó được tìm thấy ở Nam Phi.
Ấu trùng ăn Carissa và Ficus ingens. Chúng có thể ăn lá nơi chúng làm tổ.